# DAS (studios)
Pour les articles homonymes, voir DAS.
DAS (ダスッ！, Dasu!) est une société dont le siège social est à Tokyo, Japon et dont la production est tournée vers la vidéo pornographique.

## La société
DAS fait partie du groupe Hokuto Corporation basé dans le quartier Ebisu de Tokyo. DAS se spécialise dans les scènes de viol simulé, bukkake, nakadashi, humiliation avec des actrices réputées,. La société est créée en 2007 et publie ses quatre premières vidéos le 25 avril 2007. Ces vidéos mettent en scène Maria Ozawa, Rin Suzuka, Reina Matsushima et Rin Aoki, quatre actrices venues de chez S1 No. 1 Style, autre société du groupe Hokuto Corporation.
DAS met sur le marché quatre vidéos par mois y compris les compilations. Le code DASD désigne les vidéos originales et DAZD les compilations. Ainsi, les dernières vidéos du mois de septembre 2011 étaient numérotées DASD-158 et  DAZD-036. DMM, site de distribution pour les studios affiliés à Hokuto Corporation, recense plus de 200 DVD sous la marque DAS au mois de septembre 2001. La société édite également des DVD au format Blu-ray. DAS annonce la mise sur le marché d'une nouvelle marque "Platinum" (プラチナ, Purachina) au mois de mars 2010.
DAS est l'un des 22 studios participant de 2007 Vegas Night Awards parrainés par Hokuto mais aussi l'un des 37 présents au 2008 Moodyz Awards.

## AV Grand Prix
Des vidéos publiées par DAS ont été honorées par un  AV Grand Prix aux concours 2008 et 2009 avec Anal Sex Real Nakadashi (肛門性交生中出し 小澤マリア) réalisé par Hokusai avec l'actrice Maria Ozawa en 2008. The QUEEN of DAS!, une compilation des vidéos tournées antérieurement avec Maria Ozawa, présenté en 2009, remporte le prix de la meilleure vidéo pour la violence des scènes.

## Actrices
Liste de quelques actrices ayant travaillé pour DAS :
| - Rin Aoki - Meisa Hanai - Hikari Hino - Bunko Kanazawa - Reina Matsushima - Yuka Osawa |  | - Maria Ozawa - Sayuri Shiraishi - Asami Sugiura - Hitomi Tanaka - Maki Tomoda - Rin Suzuka |